# 植村隆
植村 隆（うえむら たかし、1958年〈昭和33年〉4月28日 - ）は、ジャーナリスト。
韓国カトリック大学校招聘教授。朝日新聞社記者、北星学園大学の非常勤講師、株式会社金曜日（週刊金曜日発行元）代表取締役社長を歴任。
朝日新聞記者時代に書いた韓国人元慰安婦金学順の証言に関する2件の記事（1991年〈平成3年〉8月11日と12月25日）が、日本軍が慰安婦の強制連行を行ったものであるかとして問題となった。

## 経歴
1958年（昭和33年）4月28日に高知県須崎市で生まれる。土佐高校、早稲田大学政経学部政治学科を卒業し、1982年（昭和57年）に朝日新聞社入社。仙台支局、千葉支局に勤務し、1987年（昭和62年）8月に韓国の延世大学に留学。1988年（昭和63年）8月に東京本社外報部に戻り、1989年（平成元年）11月から2年5か月間大阪本社社会部に勤務して民族問題や被差別部落の問題を担当。この期間に問題となった記事を書いた。その後、東京本社外報部に戻り、1993年（平成5年）8月にテヘランの特派員となり、ソウル、北京特派員を歴任。ソウル特派員時代に従軍慰安婦に関する記事を19本書いた。最後は北海道支社函館支局長を務め、2014年（平成26年）3月に朝日新聞社を早期退職した。延辺科学技術大研究員や早稲田大学現代韓国研究所客員研究員も務めた。仙台支局時代に結婚して離婚する。現在の妻は、太平洋戦争犠牲者遺族会に務め、母親が同会幹部の梁順任（ヤン・スニム、양순임）である女性で、従軍慰安婦問題を取材するため訪韓した植村が、証言者となる慰安婦探しに難航している時に知り合い 1991年（平成3年）に結婚した。
1991年（平成3年）8月11日、朝日新聞にて大阪社会部時代の植村は「思い出すと今も涙　元朝鮮人従軍慰安婦　戦後半世紀重い口開く」とのタイトルで、金学順が韓国挺身隊問題対策協議会に元慰安婦として初めて証言した録音テープを聞きその記事を書いた。金学順が日本政府を提訴後の12月25日には、本人を直接取材した記事を出した。
2008年（平成20年）11月に朝日新聞で2007年（平成19年）4月から2008年3月まで連載された「新聞と戦争」取材班の一員として、第8回石橋湛山記念早稲田ジャーナリズム大賞を受賞している。
2014年（平成26年）3月に朝日新聞を早期退職し、4月から神戸松蔭女子学院大学教授に就任を予定 したが、就任前に雇用契約を解消された。
2014年（平成26年）から北星学園大学で非常勤講師として国際交流科目の講義を担当し、おもに韓国からの留学生を対象に韓国語で講義している。
2015年（平成27年）11月26日に植村隆と田村信一北星学園大学長は記者会見し、植村隆が2016年3月から、北星学園大が留学生の交換などで提携している韓国のカトリック大学の客員教授に就任し、日本語を学ぶ学生らに日韓交流の歴史について教えることになった、と発表した。
2018年5月14日に韓国で日本軍従軍慰安婦問題を提起したことを評価され、第24回キム・ヨングン民族教育賞を受賞。
2018年9月26日、株式会社金曜日（週刊金曜日発行元）代表取締役社長に就任。(2024年9月まで）
2019年公開の慰安婦問題を扱ったドキュメンタリー映画『主戦場』に出演した。
2019年12月4日に第7回李泳禧賞を受賞した。

## 問題とされた「従軍慰安婦」記事

### 内容
朝日新聞記者時代に書いた韓国人元慰安婦金学順の証言に関する2件の記事（1991年〈平成3年〉8月11日と12月25日）が問題となった。のちに朝日新聞は「慰安婦」と「挺身隊」を混同していたとして訂正、また、内部調査で植村から「あくまでもだまされた事案との認識であり、単に戦場に連れて行かれたという意味で『連行』という言葉を用いたに過ぎず、強制連行されたと伝えるつもりはなかった」との説明を受けたこと、第三者委員会はこれについて「『女子挺身隊』と『連行』という言葉の持つ一般的なイメージから、強制的に連行されたという印象を与える」ことを指摘したことを報道している。
植村は署名入りで朝日新聞大阪社会部時代の1991年（平成3年）8月11日と12月25日に元慰安婦金学順の記事を書いた 。これに対し、この記事は実際には元慰安婦がそういった証言をしていないにもかかわらず、軍によって強制連行されたと誤解を与える内容になっているとして、主に保守系の複数の評論家から批判が行われた （植村隆#記事を巡る反応）。
植村は、この結果、自身や家族に脅迫が行われたとして、自身の記事を捏造と評した西岡力、櫻井よし子に対して名誉毀損訴訟を起こしたが、いずれも最高裁まで全て植村の賠償請求は認められなかった。櫻井に対する訴訟では地裁（札幌）から一貫して、櫻井の捏造との主張に真実性を認めなかったものの、櫻井が執筆時に他の新聞記事や論文から櫻井が捏造と信じたことには相当の理由があったとして真実相当性を認め、植村の請求を退けた。西岡に対する訴訟では、地裁（東京）は植村が元慰安婦が日本軍に強制連行されたという認識がなかったのに「戦場に連行された」と報じたことについて「意図的に事実と異なる記事を書いた」という西岡の指摘に真実性があるとし、他の部分については西岡が執筆時に自分の主張を真実と信じたことには相当の理由があったとして、高裁でもこれが維持された（最高裁は、原則として事実認定に踏み込まない）。
植村が1991年8月11日に執筆した記事は以下のとおりである。
2014年12月23日、朝日新聞社は上記の植村の記事について、『記事の本文はこの女性の話として「だまされて慰安婦にされた」と書いています。この女性が挺身隊の名で戦場に連行された事実はありません。前文の「『女子挺身隊』の名で戦場に連行され」とした部分は誤りとして、おわびして訂正します。』と謝罪記事を掲載している。

#### 問題が指摘されている箇所

##### 金学順の他の証言との食い違い
記事の元になった証言を行った金学順はアジア太平洋戦争韓国人犠牲者補償請求事件の原告の一人であったが、裁判の訴状の中には「女子挺身隊」の名で戦場に連行されたといった記述はなく、「そこへ行けば金儲けができる」と養父に説得され、養父に連れられて中国に渡った。と記述されている。
植村自身も記事を書いた時点で、金学順の件は騙された事案であって、強制連行の被害者との認識は無かったとしている。朝日新聞は、植村隆記者は（記事を書いた時点では）金学順が「14歳（数え）からキーセン学校に3年間通った」事実は聞いてない、知らなかった、隠したわけではない、と述べている。

##### 女子勤労挺身隊と慰安婦の混同
女子挺身隊とは、国家総動員法に基づく公的制度であり、植村が記事を書いた1991年の時点では、吉田清治が「済州島で軍の命令により、女子挺身隊として朝鮮女性を動員した」といった証言をしていたため、「朝鮮人慰安婦は女子挺身隊として連行された」とする説が日本の学会で影響力を持っていて、日韓のマスコミの中で最初に朝鮮人元慰安婦の証言を報じた植村の記事は、その説を裏付ける証人が出てきたと報じる結果になり、吉田清治の慰安婦狩り証言に信憑性を与える要因になったと非難する声がある。
後のこの非難をめぐって植村が起こした名誉毀損賠償請求訴訟において、植村は記事を書いた時点で金学順が「だまされた」事例であることをテープ聴取で明確に理解しており、「女子挺身隊の名で連行された」と報じたことについて、1991年8月18日の北海道新聞も「（金学順さん自身が）『私は女子挺身隊であった』と切り出した」と記述していることを挙げ、「だから挺身隊というふうに、ご本人が言ったり、それから周りが言ったりしている。つまり、その場合の挺身隊というのは、勤労挺身隊の意味ではないんですよ。慰安婦のことを韓国ではそういうふうに言われている。」と、韓国では慰安婦を挺身隊と呼んでいることを把握していた旨の説明をしたうえで、韓国での用例に倣って慰安婦の意味で挺身隊の言葉を使ったとして、報道した内容に誤りはないと主張した。
なお、のちの2014年8月に朝日新聞社は「女子挺身隊とは軍需工場などに動員した「女子勤労挺身隊」を指し、兵士らの性の相手をさせられた慰安婦とはまったく別のものです。」「慰安婦と挺身隊の混同があり、『主として朝鮮人女性を挺身隊の名で強制連行した』という表現は誤りでした」と訂正、結論付けている。第三者委員会の検証では、1990年代頃から韓国で両者を区別すべきとする捉え方が出てきていて1992年1月頃から朝日新聞のソウル発の記事でもその見方が散見されながら朝日新聞内でその見方が十分に共有されていなかったことがその後も混乱を招いた要因として指摘されている。
朝日新聞第三者委員会の報告書で筑波大学名誉教授の波多野澄雄は、植村の記事について、吉田清治の慰安婦狩り証言が植村の記事以前から韓国でも知られていたことを挙げ、『朝日新聞の吉田氏に関する「誤報」が韓国メディアに大きな影響を及ぼしたとは言えない。むしろ、朝日新聞の問題点は、はるか以前から韓国内で定着していた「挺身隊」は慰安婦を意味するものとの理解について、その混同を明確に認識するソウル支局員がいたにもかかわらず、無批判に受け入れていたことにあろう。』と報告している。

##### 太平洋戦争犠牲者遺族会への便宜供与疑惑
植村の妻は太平洋戦争犠牲者遺族会の幹部の梁順任の娘であり、遺族会は植村の記事から4か月後に日本政府に対して慰安婦に対する賠償を求めた初の裁判である「アジア太平洋戦争韓国人犠牲者補償請求事件」を起こしており、植村の記事で扱われた元慰安婦の金学順は原告の一人である。そのため植村は身内に利害関係者がいる裁判に関連する記事を書いたことになる。
植村は8月11日の記事において、慰安婦を「『女子挺身隊』の名で戦場に連行され、日本軍人相手に売春行為を強いられた」とし、金学順を慰安婦の一人としていたが、証言を行った金学順が記事の掲載から3日後の記者会見で、母親によって14歳の時にキーセンの抱え主に養女の形で売られキーセン養成所に通っていたこと、17歳の時に勧める人があって検番の養父に中国に連れて行かれた、と日本軍自体による強制連行ではなく人身売買あるいは騙されて誘い出されたとみられる形で、植村の記事と異なる発言をしており、12月25日の記事においても、既に裁判の訴状の中で「14歳からキーセン学校に通った」「そこに行けば金儲けができると説得され、養父に連れられて中国へ渡った」との本人の証言が明らかになっているにもかかわらず、記事の中ではキーセンや養父の存在など重要な事実に触れられていないため、植村の二本の記事は金学順自身が女子挺身隊の名で強制連行された被害者であるかのように錯覚しかねない内容になっていた。これらについて植村が義母との縁戚関係を利用して記事を作成し、その際に都合の悪い部分をふせて事実のねじ曲げを行ったのではないかとの批判が出た。
朝日新聞の内部調査や第三者委員会の報告等では、そもそも取材は当時の朝日新聞ソウル支局長の紹介で植村が挺対協の録音テープにアクセスして始まったもの（植村は韓国語に堪能である）であり、その時点では録音対象となった人物の名は匿名にされていたため、後に至るまで植村はこの人物が金学順と気づかなかったものと説明されている。太平洋戦争犠牲者遺族会の活動を支援してきたフリーライター臼杵敬子によれば、金学順は1991年8月の挺対協の聞き取り調査で慰安婦であったことを初めて公表した後、当時は挺対協より有力で歴史もあった太平洋戦争犠牲者遺族会が裁判をしようとしていたため、原告に加わりたいと同年11月頃までに金学順が犠牲者遺族会に言ってきたようだとしている。

### 記事を巡る反応

#### 西岡力による批判
西岡力は1992年4月文藝春秋 に掲載した論文『「慰安婦問題」とは何だったのか』で、植村が「女子挺身隊」と書いた事を「重要な事実誤認」としている。1998年の『闇に挑む!』では「まったくの嘘」「事実無根の主張」「まったくの捏造報道」「意図的な捏造報道」「厚顔無恥さは許し難い」としており、2007年の『よくわかる慰安婦問題』では「意図的な捏造」「植村記事の悪質な捏造報道」「平気でウソを書く新聞記者」としている。2014年、週刊文春からの取材に対して「植村記者の記事には『挺身隊の名で戦場に連行され』とあるが、挺身隊とは軍需工場などに勤労動員する組織で慰安婦とは全く関係がない。しかも、このとき名乗り出た女性は親に身売りされて慰安婦になったと訴状を書き、韓国紙の取材にもそう答えている。植村氏はそうした事実に触れずに強制連行があったかのように記事を書いており、捏造記事と言っても過言ではない」とコメントしたこと に対して、植村は「捏造記事」の発言は名誉棄損であると訴訟を起こした。訴えられた事について西岡は、根拠を持って捏造と書いたもので、「これは言論の自由の範囲であって、裁判所にどちらが正しいか決めてもらう性質のことではない。」とし「『捏造と言われても過言ではない』という評価を変える必要を感じない。」と主張している。
西岡は朝日新聞「慰安婦報道」に対する独立検証委員会の報告書の中で、金学順は植村が入手した証言テープにおいても、その後の記者会見や講演、日本政府を相手に起こした裁判の訴状でも、「女子挺身隊」の名で戦場に連行され(た)とは語っていない。植村は本人が語っていない経歴を作って記事に書いた。女子挺身隊とは国家総動員法による公的制度であるうえ、吉田清治が済州島で軍の命令により女子挺身隊として朝鮮女性を動員したと証言していたために、植村が記事を書いた1991年の時点では、「朝鮮人慰安婦は女子挺身隊として連行された」という学説が影響力を持っていた。もし女子挺身隊の名で戦場に連行された元慰安婦のうちの1人が生存していたことが分かったなら、吉田清治の証言を裏付ける証人が出てきたことになる。その意味で日韓のマスコミの中で最初に朝鮮人元慰安婦生存を報じた植村の記事は大変注目されるものだった。
そこで本人が話していない経歴を付け加え、あたかも吉田証言が裏付けられたかのような印象を作った。加害者に加えて被害者も出てきたことになりそれが強制連行プロパガンダの大きな構成要素となったと、植村の責任を糾弾している。

#### 櫻井よしこによる批判
櫻井よしこは『週刊新潮』2014年4月17日号で、1991年8月11日の植村隆記事が「大きなきっかけのひとつ」であり、植村は「韓国の女子挺身隊と慰安婦を結びつけ、日本が強制連行したとの内容で報じた」「挺身隊は勤労奉仕の若い女性たちのことで慰安婦とは無関係だ。植村氏は韓国語を操り、妻が韓国人だ。その母親は、慰安婦問題で日本政府を相手どって訴訟を起こした「太平洋戦争犠牲者遺族会」の幹部である」とし、「植村氏の「誤報」は単なる誤報ではなく、意図的な虚偽報道と言われても仕方がないだろう」と書いている。『週刊ダイヤモンド』2014年8月23日号では、植村の記事が「日中戦争や第二次大戦の際、『女子挺身隊』の名で戦場に連行され、日本軍人相手に売春行為を強いられた『朝鮮人従軍慰安婦』のうち、一人がソウル市内に生存」と書いた事は、「うら若い女性たちを外国の軍隊が戦場に連行し、売春を強制したと想像できる」から、韓国世論を激しく刺激したと述べており、10月18日号では「朝日は当時、挺身隊と慰安婦は混同されていたと釈明したが、年配の人なら、およそ全員が両者は別物と知っていたはずだ。植村氏は金氏の言葉を裏取りもせずに報じたのか。」と書いている。

#### 秦郁彦による批判
秦郁彦は、植村の記事の金学順の証言（記事では匿名）は、アジア太平洋戦争韓国人犠牲者補償請求事件における金学順の陳述とは異なる点が多いと指摘している。訴状には「身売りされて」とは書かれていないことや『慰安婦と戦場の性』では「転売されたのかも知れない」と書いて断定していないことを植村本人に指摘されている。秦は、植村による訴訟について、言論（記事批判）と原告に対する人権侵害（脅迫）との間の因果関係が疑わしいとし、弁護団による会見時の「その他の被告となり得る人々についても弁護団の弁護士が力を尽くし、順次訴えていく」という宣言や「（170人が）ネット上で脅迫的書き込みをした人たちを探し出し、1人残らず提訴していく」という発表を、批判者への威嚇効果を狙ったスラップ（恫喝・威圧）訴訟と判断される可能性を述べ、170人にも及ぶ大弁護団がこのようなスラップや訴権の濫用が考慮される訴訟に乗り出したその真意が不明と批判した。3万5千人の弁護士が所属する日弁連の自浄能力に期待したいとしている。この論説内の「植村氏は訴訟までの約1年、被告ばかりか日本メディアの取材を拒否し、手記も公表していない」という部分について産経新聞は、産経新聞の取材は拒否していたが他の日本メディアの取材には応じており誤りだったとして、後日訂正とお詫びの記事を掲載し 、記事を「産経ニュース」から削除した 。

#### その他の批判
- 本郷美則（元朝日新聞研修所長）は、植村のこの金学順についての記事を、「その連中は、日本から賠償金取ってやろうという魂胆で始めたんだから」と、渡部昇一との対談で発言している[61]。
- 週刊文春とFLASHは、植村隆については「従軍慰安婦捏造 朝日新聞記者」や「自らの捏造記事」として、植村は捏造を行ったという記事を掲載している。これについて、朝日新聞側は「捏造はなかった」として抗議するとともに訂正を求めている[62]。
- 自民党の石破茂前幹事長（現・地方創生担当大臣）は、植村を参考人として、国会に証人喚問するよう主張している[63]。
- 八木秀次は、植村への脅迫は許されないが執筆の経緯は本人が説明すべきで、当事者の朝日が報じることに疑問を呈している。古谷経衡は、脅迫は許されないし「愛国」を謳った行動が保守派から批判がされないことは問題だとしているが、朝日の慰安婦報道が国際社会での日本の評価を下げたとしている[64]。
- 朝日新聞のソウル特派員だった前川恵司は、義母が遺族会幹部だったことで植村の書く慰安婦記事は朝日新聞綱領にある「不偏不党」に反していたのではないかと指摘している。1991年12月25日の植村記事が出た当時の大阪本社の担当デスクに経緯を聞いたが、記事は植村からの売り込みで彼は義母が遺族会幹部であることを言わなかったし自分は知らなかった。知っていたら原稿は使わなかったときっぱり答えたとしている。植村は他紙も同様の報道をしたと主張しているが、他紙と決定的に違っているのはこの点だと前川は述べている[65]。 これに対し植村は、自分の売り込みではない、義母が遺族会幹部であることを社会部は知っていたはず、としている[66]。

#### 新聞社や週刊誌による擁護
- 山口智美はジャパン・タイムズで西岡たちの植村に対する論説を中傷(vilification)と批判している[67]。女たちの戦争と平和資料館の池田恵理子館長は『（植村は）妻が韓国人で、義母が戦後補償運動の団体幹部だったため、「彼女たちと結託して『慰安婦』問題を仕掛けた」とでっちあげられた。』と主張している[68]。
- 週刊金曜日は同誌が掲載した植村擁護の記事をまとめた66ページの特別号を発行した。執筆者は能川元一、中島岳志、辛淑玉、西野瑠美子、吉方べき、神原元、徃住嘉文、長谷川綾。
- 植村の手記『真実－私は「捏造記者」ではない』(2016年2月)の韓国語翻訳者でハンギョレ東京特派員の吉倫亨は、「結局、植村バッシングとは慰安婦問題の本質を理解し正しい解決方法を探すことを諦めた日本社会が、慰安婦問題を初めて記事にした人物をスケープゴートにして、理性を失ったバッシングを浴びせた現象とするしかない」と評した。[69]

#### 能川元一による擁護
- 能川元一[誰?]は、『週刊金曜日』2015年2月27日号で、『櫻井よしこさん、捏造しているのはあなたです』の記事を書き、「挺身隊と慰安婦の区別は当時は明確ではなかった」のであり、そもそも「挺身隊と書いた」から「強制連行だと思わせた」とする櫻井の意見は疑問だとしている。櫻井が「私の知る限り、一度も、自分は挺身隊だったとは語っていない」[70] と書いた事に対しては、植村が手記で『北海道新聞』（91年8月18日）の記事の「（金学順さんが）『私は女子挺身隊だった』と切り出した。」を書いている事を挙げ、櫻井の姿勢を反論・批判されても訂正せず、その後も同じ言動を繰り返していると書いている[71]。
- 能川元一は、『週刊金曜日』2014年7月4日号で、『「右派の慰安婦問題の歪曲の卑劣」』の記事を書き、西岡が月刊誌『SAPIO』で植村記事を批判して「吉田証言に乗っかった悪意を持つ誤報だった」と書いたことに対して、当時の『読売新聞』(1987/8-14)が「女子挺身隊」と書いていた記事[72] を例に挙げ、「漠然と持たれた認識の反映にすぎない」としている[73]。同号で能川は、植村記事が「金学順さんがキーセンであったことを」報道しなかった事について、西岡力や池田信夫などの右派の主張には「根深い女性差別が露呈している」としている。池田信夫がアゴラにおいて「訴訟を有利にするために意図的捏造だ」と主張している点については、金学順さんがキーセン学校に通ったことは訴状を読めば誰にでも知り得たにもかかわらず、『産経新聞』を含む全国紙5紙がまるで触れていないのであり、新聞が書かなかったのは慰安婦の強制売春は「キーセンであったこととは無関係だからである」として批判している[74]。

#### 朝日新聞による2014年8月の検証記事
2014年（平成26年）8月5日に朝日新聞は、記事が執筆された1991年当時は慰安婦の研究が進んでおらず、植村が参照した資料にも混同があり誤用があったとの記事を掲載した。
朝日新聞は、2014年8月の検証記事中において、(1)元慰安婦の裁判支援をした団体の幹部である義母から便宜を図ってもらった(2)元慰安婦がキーセン（妓生）学校に通っていたことを隠し、人身売買であるのに強制連行されたように書いたという二点の批判に対し、(1)については、「挺対協から元慰安婦の証言のことを聞いた、当時のソウル支局長からの連絡で韓国に向かった。義母からの情報提供はなかった」と植村が否定したことを根拠に便宜供与はなかったとし、(2)についても「証言テープ中で金さんがキーセン学校について語るのを聞いていない」「そのことは知らなかった。意図的に触れなかったわけではない」という植村本人の説明を元に「事実のねじ曲げは意図的に行われていなかった」「義母との縁戚関係を利用して得た情報には特別な情報はなかった。」と結論付けた。

#### 朝日新聞社「第三者委員会」による検証
朝日新聞は植村の記事を含む慰安婦記事などの記事作成や訂正の経緯、記事が日韓関係などに与えた影響を検証するために社外の歴史学者、ジャーナリストなどに依頼し第三者委員会を立ち上げ、検証を依頼した。
第三者委員会は検証の結果、1991年8月11日の記事に関して、義母に便宜を図ってもらって情報を得たのではないかとの指摘があるがそのような事実は認められない。「だまされた」事例であることを認識していたにもかかわらず、前文で「女子挺身隊」として「連行」との記述したことは、強制的に連行されたという印象を与える安易かつ不用意な記載であり、読者の誤解を招く。「「だまされた」ことと「連行」とは、社会通念あるいは日常の用語法からすれば両立しない。」とした。12月25日の記事では、すでに訴訟が始まっていた時期であり、訴状にあるキーセン学校に通っていた事実を書かなかったことで、読者に全容を正しく伝えられなかった可能性があるので、事実とともに、キーセン学校およびキーセンの人生について描写し、読者の判断に委ねるべきであった。一方、他紙の報道と比べて特に偏りがあるとはいえない。ただし、2014年の自社の検証は、意図的な事実のねじ曲げがあったとは認められないと判断しただけで終わるのではなく、読者に正確な事実を伝えるという観点でもっと踏み込んで検討をすべきであった、としている。
産経新聞は、12月25日の記事について『この元慰安婦がキーセン学校に通っていた経歴を知りながら触れなかったことについても、第三者委は「書かなかったことにより、事案の全体像を正確に伝えなかった可能性はある」と批判していた』としている。
「第三者委員会」の検証結果について第三者委員会報告書格付け委員会は、「第三者委員会」の検証を批判している。一方では慰安婦問題に取り組む研究者や弁護士らのグループも「女性の人権の視点を欠落している」と批判している。

#### 朝日新聞「慰安婦報道」に対する独立検証委員会による批判
朝日新聞「慰安婦報道」に対する独立検証委員会 は、第三者委員会にはそれまでに朝日の慰安婦報道を批判してきた側の専門家は入っておらず、ヒアリング対象にも選ばれなかったことについて本当の意味での「第三者」と言えるのだろうかと不満を述べている。
植村批判を繰り返して来た西岡力は、第三者委員会の顔ぶれと自分がヒアリングにさえ呼ばれなかった事に不満があり、中西輝政に呼び掛け「朝日新聞『慰安婦報道』に対する独立検証委員会」を発足させたという。独立検証委員会は植村の記事について、「「女子挺身隊」の名で戦場に連行され…」と書かれており、元慰安婦があたかも吉田清治が主張していた「女子挺身隊としての連行」の被害者であるかのように、虚偽の経歴を付け加えたとしている。彼女が貧困の結果、母親にキーセンの置屋に売られ置屋の主人に慰安所まで連れて行かれたことを訴状や会見などで繰り返し話していたのに対し、訴状提出後の1991年12月25日付記事でその重要な事実を書かず、強制連行の被害者であるかのようなイメージを造成したとしている。植村が裁判を起こした団体の幹部の娘と結婚していた点をあげ、元慰安婦らが起こした裁判の利害関係者だったとし、植村が紙面を使って自分の義理の母が起こした裁判に有利になるような報道を行ったのではないかと疑問視している。

### 植村の反応
- 2014年1月発売の週刊文春では、「記者だったら、自分が書いた記事ぐらいきちんと説明してもらえませんか」という文春記者からの問いかけに対して、「植村はタクシーに走って乗りこみ、質問に答えることなく逃げた」と書かれている[14]。同年9月発売にされた週刊新潮の取材要請に対しては、「取材はお断りします。朝日に出ている通りです。広報を通してください」とした[86]。
- 2014年12月2日には、朝日新聞と提携関係のあるニューヨークタイムスの紙上では「記事を捏造した事実は断じてない。」「（安倍首相ら国家主義的な政治家たちが）脅迫的な手法で歴史を否定しようとしている」「（右派が）われわれをいじめて黙らせようとしている」等の主張をしている[87]。
- 2014年12月10日発売の文藝春秋誌に手記を発表し[88]、8月11日の取材がソウル支局長からの情報だったこと、その経由はすでに雑誌『MILE』に書いていること、尹貞玉や金学順自身も挺身隊という言葉を使っていたということ、当時読売新聞や毎日新聞、北海道新聞なども「女子挺身隊」と書いていたこと、植村の記事は日韓のいずれの新聞にも影響を与えなかったこと、金さんがキーセン学校に通っていたことを書かなかったのは読売新聞や産経新聞も同じであったなどの主張をし、『週刊文春』の記事が出た後に、大学と本人、家族への脅迫などが行われたことについて詳しく書いている[88]。
- その後、月刊『創』（2015緊急増刊）や月刊『世界』（2015,2月号）にも手記を公表しており[89][90]、西岡が「挺身隊の名で戦場に連行され」という表現を問題視し、強制連行があったかのように記事に書いていると批判したことに対して「強制連行とは書いていない。私は暴力的に拉致する類の強制連行ではないと認識していた。」「金学順の訴訟では「身売りされて慰安婦になった」とは書かれていないと述べている[91]。
- 2015年1月9日には東京・有楽町の外国特派員協会で記者会見を開き、自分が捏造記者ではないと主張した[92]。
- 2015年2月号の『財界さっぽろ』のインタビューで、義母の梁順任が「金学順さんと初めて会ったのは、9月19日です」として、8月11日の記事では情報提供などあり得ないことやそもそも8月11日の記事はまったく注目を浴びなかったことなどを述べている[93]。
- 2015年5月にニューヨークで安倍晋三及び櫻井よしこを批判し、「私は闘い続ける」と述べている[94]、韓国人の李容洙と合同で行ったロサンゼルスの講演では日本の歴史修正主義者と戦うことを宣言した[95]。
- 2015年7月30日、植村は産経新聞のインタビューで自身に対する批判に対する反論を行った[96]。（「『女子挺身隊』の名で戦場に連行され」については、）当時は強制連行という言葉が広く流布していたことを強調し 、さらに、自分は「強制」という言葉は使っていないと述べた[97]。（当時から各社ソウル特派員らにより慰安婦と挺身隊の混同を避けるよう指摘があったことについては、）当時は読売新聞や産経新聞も挺身隊の語を使っており、韓国語が分かる記者たちの間では慰安婦の意味で挺身隊の語を使うことが一般的だったと述べた[98]。（アジア太平洋戦争韓国人犠牲者補償請求訴訟の原告団との関わりについては、）植村の妻は原告団の幹部である梁順任ではなく、その娘であると述べて関与を否定し、情報源は懇意にしている高木健一弁護士や韓国挺身隊問題対策協議会の尹貞玉代表から得たと述べた[99]。
- 2015年9月、産経新聞のインタビューで「最初は挺身隊と慰安婦の混用・誤用の問題で、それは当時の彼国における用法と他紙の報道にならったもので、特別に批判に値しないものを、いつの間にか、悪意の捏造の話に変更され、それが攻撃の根拠にされた。しかし、重要な点は、その悪意が何ら実証されていないことである。だから、不法行為である。しかも、その架空の事実を根拠として、当人の就職先や未成年の子供にまで攻撃が向けられた。これは犯罪である。これは、冷戦時代のイデオロギー論争と同質で、相手を敵と認定したら、嘘をついてでも罵倒する手法である」と主張した[100]。

#### 植村による訴訟
2015年（平成27年）1月、西岡力と文藝春秋社を相手取り、東京地裁に誹謗中傷に対する損害賠償請求訴訟を、同年2月に櫻井よしことワック、新潮社及びダイヤモンド社を相手取り、札幌地裁に名誉毀損に対する損害賠償請求訴訟を提起した。2015年1月10日、植村は自身が関わった記事を「捏造」と決めつけたとし週刊文春の発行元である文藝春秋社と記事を執筆した西岡力（東京基督教大学教授）に対し1650万円の損害賠償などを求める訴えを東京地裁に起こし、司法記者クラブ 東京都内で記者会見した。植村は、23年前に自分が書いた2本の記事が「捏造」と批判され続け、その結果、家族や周辺まで攻撃が及ぶとし「私の人権、家族の人権、勤務先の安全を守る」と訴えた。
本訴訟に際し、植村側は170人に及ぶ大弁護団（弁護団長中山武敏、副団長小林節、海渡雄一、事務局長神原元ら）を結成した。弁護団は「インターネット上で植村氏や家族を脅迫する書き込みをした人たちも捜し出し、一人残らず提訴していく」と発表した。崔善愛や香山リカたちも「植村裁判を支える市民の会」を結成し、植村の支援を行った。
裁判で被告である西岡力と文藝春秋社側は、「捏造」と書いたことについてそれを「事実である」と主張せず、「意見ないしは論評である」と答弁書で主張した。原告側弁護士の神原元は、「「捏造だ」は「事実の摘示」ではなく意見ないしは論評である」という第2回口頭弁論の被告側の答弁は、「捏造論が事実でないと認めた」に等しく、真実性を主張できない以上、「植村はすでに勝利したに等しい」と主張している。
2018年11月9日札幌地裁（岡山忠広裁判長）は、従軍慰安婦報道の記事を「捏造」と報じられ名誉を傷つけられたとして、ジャーナリストの桜井よしこや出版３社に損害賠償などを求めた訴訟で植村の請求を棄却した。
植村は、大学就職の内定を取り消さざるを得なくなったことや勤務していた大学や家族が脅迫された原因は、櫻井の記事によって名誉を棄損されたことにあるとして損害賠償を求めていた。岡山裁判長は櫻井の記述は植村の社会的評価を低下させたと認定したが、事実と異なると信じた相当の理由があり、記事を書いた目的にも公益性を認め、植村の請求を棄却した。櫻井は「ジャーナリスト個人に対する提訴の乱用は表現の自由を侵す」「言論の場で意見を戦わせるべき」とコメントした
。
2019年6月26日、東京地裁は、植村が起こした文藝春秋と西岡力に対する損害賠償請求を棄却した。地裁は西岡の記事について「指摘は公益目的で、重要部分は真実あるいは真実相当性（厳密に真実であると証明できなくても、真実に近しいと推認できる程度の相当性）がある」と認定し、西岡が指摘していた植村が金学順がキーセン学校に通っていたという経歴を故意に隠したという点と、義母が韓国遺族会の幹部であったことから、植村が義母の裁判を有利にするために意図的に事実と異なる記事を書いたという点については推論に一定の合理性があったこと（真実相当性）を認め、植村が意識的に言葉を選択し、金学順が女子挺身隊として日本軍によって戦場に強制連行されたという事実と異なる記事を書いたという指摘については、「女子挺身隊」の表記は日本の組織・制度を想起させるとし、植村の記事は、金学順が「日本軍（又は日本の政府関係機関）により、女子挺身隊の名で戦場に連行され、従軍慰安婦にさせられたとの事実を報道するもの」と認定したうえで、植村が「金学順が日本軍によって強制連行された」という認識はなかったのに、あえて事実と異なる記事を書いたとして、西岡の指摘に真実性があるとした。西岡については、意見・論評の域を逸脱したものとは認められないとし、また、文春の記事によってプライバシー権や平穏な生活を営む権利を侵害されたという植村の主張についても、文春記事は「問題提起をする目的」とし、「表現の自由の正当な行使の範囲内に属する行為」と判断した。
2020年2月06日、札幌高裁は、植村の櫻井よしこらに対する訴えを退けた札幌地裁1審判決を支持し請求を棄却、植村側の敗訴となった。裁判では、櫻井が植村を批判した論文の誤りを一部認めて訂正する場面もあった。
2020年3月03日、東京高裁は西岡力らを被告とした裁判の1審判決を支持し請求を棄却、植村側の敗訴となった。高裁判決は地裁判決を概ね踏襲、植村の請求を棄却した。ただし、金学順が妓生に身売りされていた点については、植村が執筆時に知っていたとまでは認められないとしたものの、植村があえて記事にしなかったと西村が信じたことには相当の理由があるとして、「真実相当性」を根拠に西岡を免責した。高裁の判決に関し植村は不服として上告するとし西岡は公正な判断と評価した。植村弁護団は、東京高裁（白石史子裁判長）が、このキーセンに身売りされたという経歴を知っていたのにあえて記事にしなかったとは認められないとした点、義母の裁判を有利にするため意図的に事実と異なる記事を書いたとは認められないとした点は評価している、とした。これに対して西岡力が会長を務める歴史認識問題研究会は、この2点は地裁判決で既に「真実相当性」が認められたもので、地裁判決から何ら変化がないにもかかわらず、判決内容を曲解させる表現をするのは問題があると非難している。
2020年11月18日、最高裁第2小法廷は、櫻井よし子に対する訴訟について、植村側の上告を受理しない決定を行い、請求を棄却した1、2審判決が確定した。。
2021年3月11日、最高裁第1小法廷は、西岡力に対する訴訟について、植村側の上告を受理しない決定をした。。これにより植村による訴訟は最高裁まで全て敗訴が確定した。

### 植村の主張に対する批判
植村の主張に対しては、毎日新聞のソウル特派員だった重村智計は「植村君の取材が甘かった、というのがこの問題の本質なのです。そんなごく単純な問題を、櫻井さんなどの保守の論客から非難されたことで、“正しいことを言っているのに、右派にとっては、都合が悪いから攻撃されている”と、左対右の構図にしてしまった。要は、問題の本質を認識することなく、論理をすり替えているだけなのです。」と批判している。

## 北星学園大学講師就任と脅迫事件
2012年（平成24年）から北星学園大学で講師を務めたが、同年5月と7月に大学宛に植村を辞めさせなければ天誅として学生に危害を加えるとの脅迫文が届いた。朝日新聞による同年8月の検証記事後に「なぜ捏造するような人物を採用するのか」という趣旨の抗議が大学に殺到した。同年9月30日、北星学園大学の田村信一学長は「従軍慰安婦問題ならびに植村氏の記事については、本学は判断する立場にない。本件に関する批判の矛先が本学に向かうことは著しく不合理である。」として、植村に2014年度後期の授業を継続させることや、来季以降の授業契約を検討することを公式声明として発表した。同年10月6日には、植村との契約を継続するように同大に求め、植村を支援するための「負けるな北星！の会」が学者や弁護士、ジャーナリストらを中心に結成され。その後、民進党の近藤昭一らが支援者として参加している。

### 「負けるな北星！の会」呼びかけ人
同年10月31日、北星学園は警備強化の財政負担、抗議電話への教職員の負担、入試への影響を考慮し、現在の契約期間が今年度末で終了することから、来期は植村との雇用契約を結ばない考えを明らかにした とされるが、大学側は「最終的な決定ではない」としている。
朝日新聞の11月4日の記事の中で田村信一学長が言うところでは、教職員からは賛否が様々であったという。一方で学生からは「就職活動に悪影響が出る」「（雇用継続は）日本人としておかしい」等の雇用継続に否定的な意見が出ていたと言う。田村学長は、学生が「大学の自治を守る」という意見に同意しておらず、それはネット社会の発展に拠るものだと指摘したという。又、植村元記者を擁護する側からの批判については雇用契約の中途解除でない為、外部圧力による雇い止めではないとし、雇用継続は過大要求であると話したという。
同年12月17日、北星学園は当初の方針を変更して植村の雇用継続を発表した。田村学長は変更の理由について、文部科学大臣の脅迫事件に対する批判や全国の弁護士からの刑事告発などがあったことを挙げている。

### 脅迫事件
青木理のインタビューによると植村は、神戸松蔭女子学院大学の教員に内定し朝日新聞社を退職して教鞭を執る予定であったが、2014年1月末、週刊文春2014年2月6日号に植村について書かれた「“慰安婦捏造”朝日新聞記者がお嬢様女子大教授に」との記事が出た後、大学に対して「なんでこんなヤツを採用するのか」「右翼が街宣車で行くぞ」といった内容の電話やメール（1週間で250本）があり、大学と話し合って雇用契約を解消したと述べている。
植村が非常勤講師として勤務する北星学園大学では、2014年3月中頃から大学や大学教職員宛に、元朝日新聞記者の植村が書いた慰安婦記事は捏造なのでそのような人物を採用しないようにとの趣旨の電話、メール、FAX、手紙等が多数送られてきて、大学周辺で政治団体によるビラまきや街宣活動も行われた。さらに、5月と7月には脅迫状が届き、電話では「大学を爆破する」との内容の物もあり、これらに対して大学は被害届を出して警察に捜査を依頼し、電話で爆破予告をした犯人は逮捕起訴され、11月14日に札幌簡裁は罰金30万円の略式命令を出した
。
2014年6月、青木の家族を詮索する書き込みがSNS上に現れ、同年８月の朝日新聞の検証記事が出ると、写真付きでこいつの父親のせいで日本人が苦労した、自殺するしか追い込むしかない、と書かれたブログが現れ、中傷コメントが多数寄せられ、ほかにもSNS上で同姓の者が間違われる事件が生じた。
田村信一学長は10月31日に植村の雇用は継続しないと発表していたが、11月に全国の弁護士380人が脅迫状事件として札幌地検に刑事告発したこと、下村博文大臣が記者会見で、脅迫は許されない、負けないように対応を考えて欲しいと発言したことを受けて、雇用を継続することになった。
2015年1月8日には学生に危害を加えることを示唆する脅迫状が届き捜査中であることを北海道警が発表した
。
翌日9日に植村は日本外国特派員協会で記者会見を開き、家族にまで脅迫が及んだと話し、「匿名性に隠れた卑劣な脅迫行為は、絶対に許すことができない」と発言している。
2月3日に新たな脅迫文が届いたことを大学が発表した。
東京弁護士会は、北星学園大学や教員に対する脅迫行為を批難する会長声明 と、植村の代理人を務める弁護士の事務所に大量のFAXを送る業務妨害が行われたことを批難する会長声明 を出している。

### 長女に対する名誉毀損
2014年9月、Twitter上に植村の娘の名前と写真を晒し、中傷する内容の投稿をした事件では、Twitter社、プロバイダに対し、発信元の情報を開示するよう求める訴訟などで投稿者を特定し、2016年2月に提訴。同年8月、東京地方裁判所は関東在住の40代男性に対し、「父の仕事上の行為に対する反感から未成年の娘を人格攻撃しており、悪質で違法性が高い」と指摘し、請求どおり170万円の賠償を命じた。慰謝料請求額100万円に対し、裁判長は200万円が相当だとも述べた。

## 受賞
- 2002年度新聞協会賞 - 連載「テロリストの軌跡 モハメド・アタを追う」[注釈 4][9][160]
- 第8回（2008年度）石橋湛山記念早稲田ジャーナリズム大賞 公共奉仕部門大賞 - 連載「新聞と戦争」[注釈 5][9][161]
- 第７回(2019年度）李泳禧賞受賞[162]

## 著書
- 『ソウルの風の中で』（1991年, 社会思想社） ISBN 978-4390603379
- 『マンガ韓国現代史 コバウおじさんの50年』（作画：金星煥, 2003年, 角川書店） ISBN 978-4043692019
- 『真実 私は「捏造記者」ではない』（2016年, 岩波書店） ISBN 978-4000610940